# Bonnay, Somme
Bonnay är en kommun i departementet Somme i regionen Hauts-de-France i norra Frankrike. Kommunen ligger i kantonen Corbie som tillhör arrondissementet Amiens. År 2022 hade Bonnay 248 invånare.

## Befolkningsutveckling
Antalet invånare i kommunen Bonnay
| Referens: INSEE |